# 柳巴希夫卡區

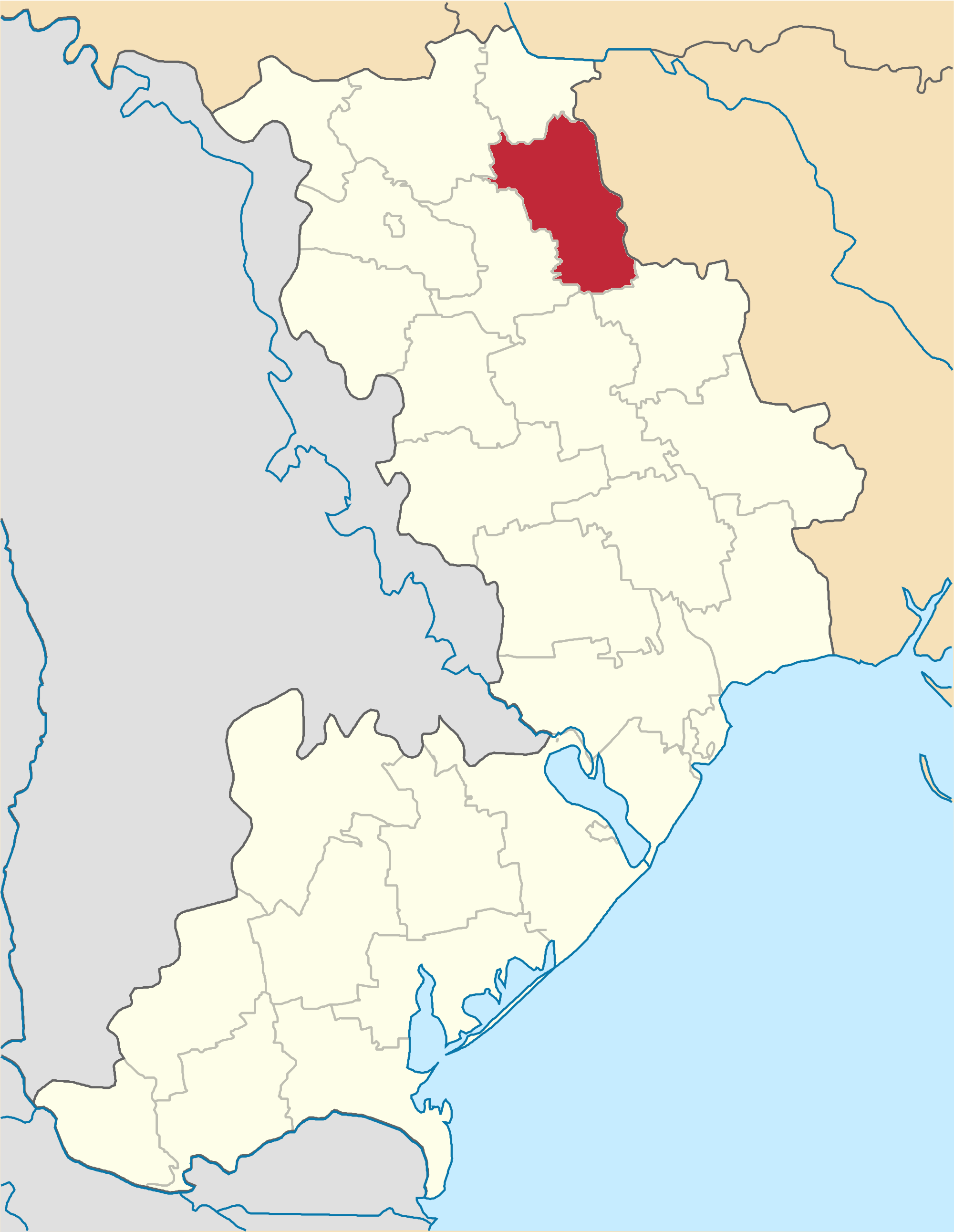
撤销前柳巴希夫卡區在敖德萨州的位置

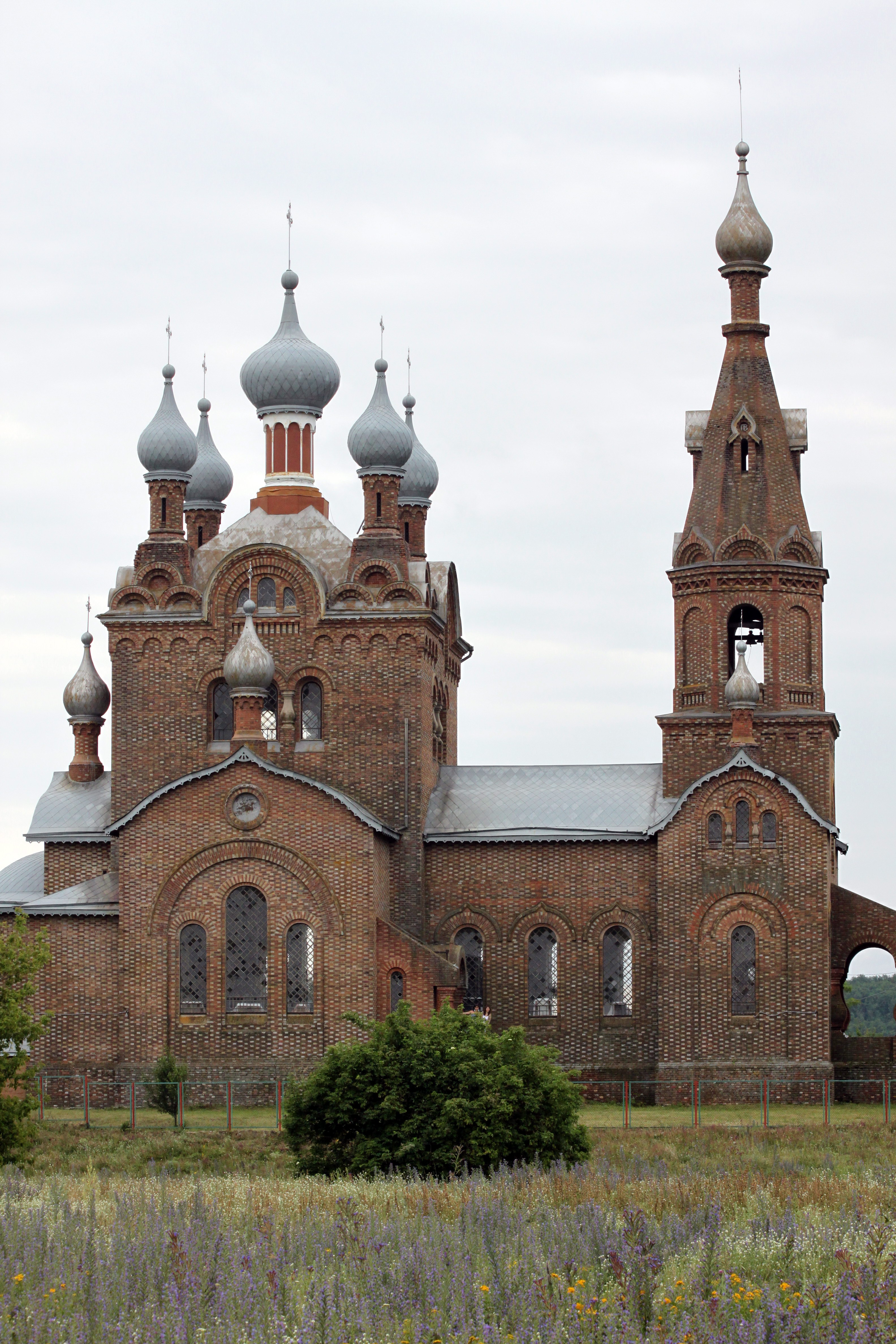

柳巴希夫卡區（烏克蘭語：Любашівський район），曾是烏克蘭的一個區，位於該國西南部，由敖德薩州負責管轄，首府設於柳巴希夫卡，面積1,100平方公里，2015年人口30,863，人口密度每平方公里28.3人。
该区在2020年7月18日的乌克兰行政区划改革中被撤销，改革后敖德萨州下分为7个区，柳巴希夫卡區合并至波多利斯克区。